# Далмація
Далма́ція (хорв. Dalmacija [dǎlmatsija]; італ. Dalmazia [dalˈmattsja]; лат. Dalmatia) — історична область на північному заході Балканського півострова, на узбережжі Адріатичного моря. Розташована між островом Раб (Хорватія) на північному заході і затокою Котор (Чорногорія) на південному сході.
Загора (приморська долина), має ширину від п'ятдесяти кілометрів на півночі до декількох кілометрів на півдні. Боснія має декілька кілометрів узбережжя на півдні Далмації.

## Визначення
В давнину історична Далмація була значно більшою, ніж теперішня Далмація, вона мала протяжність від Істрії до Албанії. Далмація має значення не тільки географічне, але і загальне: громада зі спільною культурою і типами поселень, спільною східною частиною Адріатичного моря з вузьким узбережжям, середземноморським кліматом, склерофільною рослинністю Іллірійської провінції, Адріатичною карбонатною платформою, і карстовою геоморфологією.
Південна частина історичної Далмації, затока Котор, не є частиною сучасної хорватської Далмації, а частиною Чорногорії.

## Географія
Велику частину краю займають Динарські Альпи, що йдуть з північного заходу на південний схід.
На узбережжі клімат середземноморський, далі від узбережжя помірно континентальний. В горах зими морозні і сніжні, а літо спекотне і сухе. В південній частині зими м'якші.
За багато сторіч ліса були вирубані і замінені чагарниками і пустовщинами. Існує вічнозелена рослинність на узбережжі.
Ґрунти бідні, крім тих що на рівнинах, де родючі ґрунти і тепле літо надають можливість для землеробства. Головні культури — маслини і виноград.
Джерел електроенергії не вистачає. В електроенергетиці в основному використовуються ГЕС. Є значні родовища бокситів.
Найбільші далматинські гори — Динара, Мосор, Свилая, Мосець, Біоково, Козяк.
Найбільші острови — Дугі-Оток, Углян, Пашман, Брач, Хвар, Корчула, Вис, Ластово і Млет. Річки — Зрманя, Крка, Цетина та Неретва.
Адріатичне море має добру якість води, маючи величезну кількість заток, островів і каналів, Далмація — привабливе місце для морських перегонів і морського туризму.
Далмація також має декілька національних парків, які є туристичними об'єктами: карстова річка Паклениця, архіпелаг Корнати, пороги Крка і острів Млєт.

## Адміністративний поділ
Далмація сьогодні поділена між Хорватією, Чорногорією і Боснією. Чорногорія володіє півднем краю, навколо Котору, Боснія володіє короткою прибережною смугою навколо міста Неум. Найбільшою частиною Далмації володіє Хорватія, яка складається з чотирьох округів, головні міста яких Задар, Шибеник, Спліт і Дубровник. Інші великі міста в хорватській Далмації — Біоград-на-Мору, Каштела, Синь, Солін, Омиш, Книн, Меткович, Макарська, Трогір, Плоце, Трилж і Імотський.

## Історія

### Античність

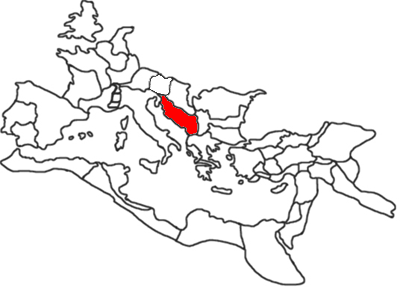
Провінція Далмація, Римська імперія

Назва Далмація походить від імені іллірійського племені далматів які жили в східній частині Адріатичного узбережжя в 1 тисячолітті до н. е.. Вона була частиною Іллірійського королівства між 4 сторіччям до н. е. і Іллірійськими війнами (220, 168 р. до н. е.), коли Римська республіка встановила свій протекторат на південь від річки Неретви. Назва «Далмація» вживалась імовірно з другої половини 2 століття і безперечно з першої половини 1 століття до н. е. межами були річки Крка и Неретва. Вони поступово були включені в римські володіння до заснування римської провінції Іллірик у 32-27 роках до н. е..
В 9 році н. е. далмати разом з паннонійцями розпочали низку заколотів, але вони були вже остаточно придушенні в 10 році н. е., Іллірія була розділена на дві провінції, Паннонію і Далмацію, які займали велику частину Динарських Альп, а також східне узбережжя Адріатики. Далмація була місцем народження римського імператора Діоклетіана, який побудував Діоклетіанів палац на місці сучасного Спліта. Під час великої реорганізації Римської імперії в 297 р. кордони Далмації були змінені, південна частина району Нарона була відрізана і стала римською провінцією Praevalis (Превалітанія), район Нарона залишився від Будви до річки Цетина,, хоч Лібурнія і була частиною Далмації, але вона мала статус окремої адміністративно-територіальної одиниці в античні часи і на початку середньовіччя.

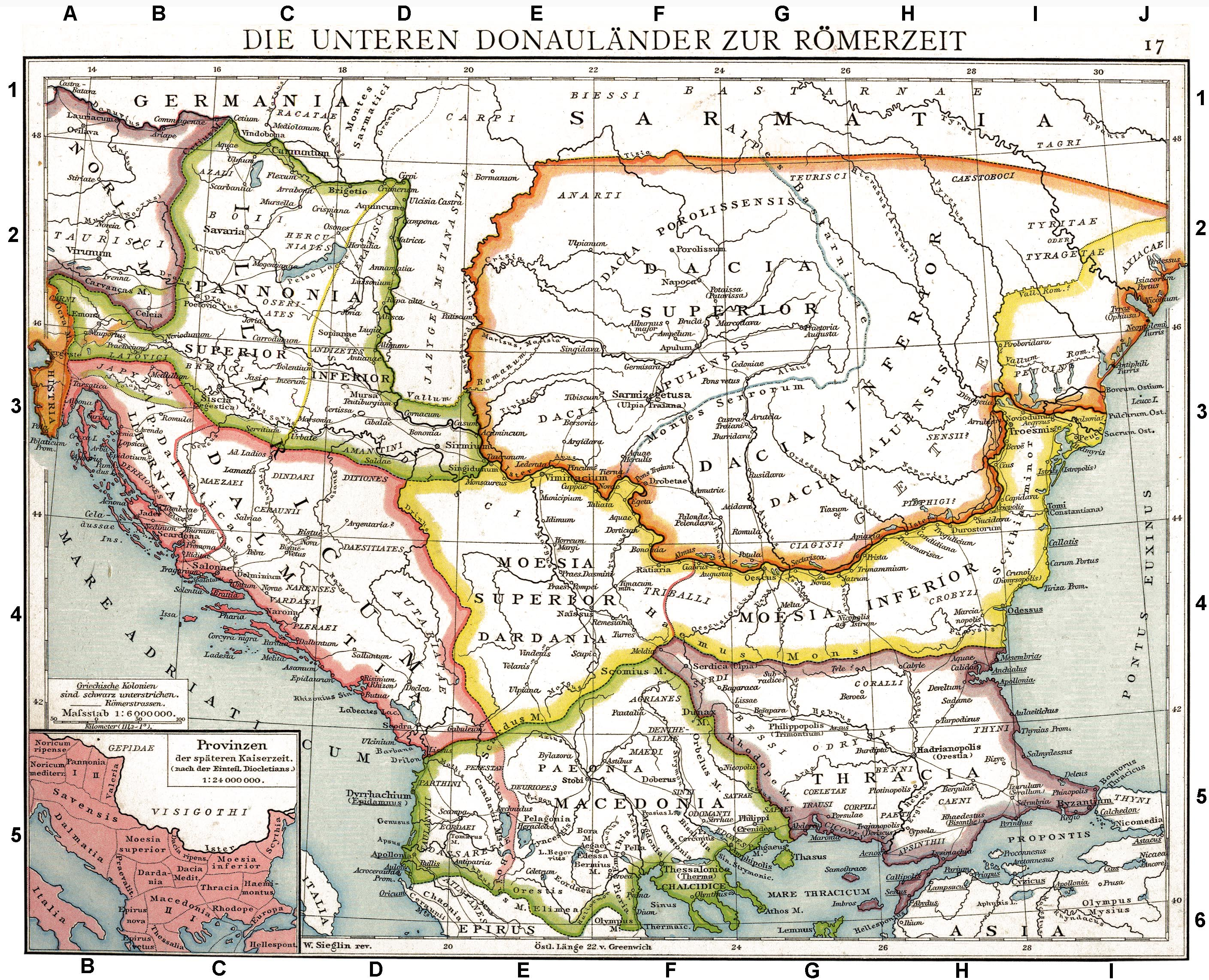
Римська Далмація і довколишні землі

Історик Теодор Моммзен писав (в своїй Провінції Римської імперії), що вся Далмація була повністю латинізована в четвертому сторіччі. Тем не менш, аналіз археологічних матеріалів того періоду вказує, що процес латинізації був вельми вибірковим. Хоч міські центри, прибережні й внутрішні, були майже повністю латинізованими, ситуація в сільській місцевості була абсолютно іншою. Попри те, що іллірійці зазнали сильної асиміляції, вони продовжували говорити рідною мовою, вірили у своїх богів і мали власні традиції, підпорядковувались власній соціально-політичній племінній організації, яка була адаптована до римської адміністрації і політичної структури лише в деяких потребах.
Після падіння Західної Римської імперії в 476, з початком Великого переселення народів в регіоні урядували готи до 535, коли Юстиніан I приєднав Далмацію до Візантійської імперії, але Лібурнія лишилась в готському володінні як Liburnia Tarsatica. .

### Середньовіччя
У 568 р., після аварської навали Далмація була зруйнована і спустошена, романомовне населення збереглося лише в укріплених прибережних містах і в гірських районах, на кшталт морлахів. Місцеві мешканці зберегли романську далматинську мову. Після аварів прийшли племена слов'ян, які поселилися в Далмації.

#### Прибуття слов'ян
Слов'яни розпочали об'єднання своїх племен в потужніші держави. Хорвати контролювали північну і центральну частину Далмації з X століття, коли вони заснували незалежне королівство, існувало до XII століття. Південна частина Далмації була поділена між дрібними князівствами Паганія, Захумлє, Травунія, Дукля/Зета. Сербська держава Рашка була розширена за рахунок Травунії і Паганії в X сторіччі. Захумлє стало васалом новітнього Хорватського королівства на початку X століття, Паганія приєдналось до Хорватії в 1050. Після падіння Сербії в другій половині X століття, Дукля перебрала на себе лідерство в східній частині регіону створивши в 1077 велике королівство. Хорватське королівство мало свої столичні міста в Далмації: Біачі, Нин, Біоград, Шибеник (заснований, як порт хорватського королівства, у той час коли Візантія контролювала Трогір і Спліт), Книн, Спліт, Оміш, Клис, Солін. В 1166–1168 сербський Великий князь Стефан Неманя зайняв південні далматинські князівства.

#### Суперництво між Венецією, Візантією, Хорватією і Угорщиною
Венеційська республіка з X століття робила кілька спроб взяти під контроль острови і міста-держави Далмації, однак Візантія також зберігала вплив на них. Цей вплив Візантії зник наприкінці XI століття, коли Королівство Угорщина розширила свій вплив на південь, і Хорватія поступилася своєю незалежністю на користь Угорщини внаслідок підписання Pacta conventa.
XIII-XV століття пройшли в Далмації під знаком суперництва між Венецією і Угорським королівством.
В 1346, Далмація зазнала пандемію чуми. Економічна ситуація погіршилась і міста підпали під вплив Венеції.

### Сучасність (1420–1797): венеційсько-османське суперництво
Венеційська республіка контролювала велику частину Далмації з 1420 до 1797, південна частина називалась Венеційська Албанія. Венеційська мова була Лінгва франка в Середземномор'ї на той час, і це сильно вплинуло на далматинську мову, у меншій мірі на хорватську і албанську.
В 1481 Далмація присягнула на вірність Османській імперії. Це надало свої торгові переваги, такі як доступ до Чорного моря. Рагузька республіка стала одним з головних конкурентів венеційських купців в XV і XVI сторіччях.
Венеційська республіка була також однією з найбільш ворожих держав до Османської експансії, і брала участь в багатьох війнах проти неї. Після того як турки узяли під свій контроль внутрішні райони, багато християн, сховалися в прибережних містах Далмації.
Після Великої турецької війни, завдяки тривалому мирному часу Далмація зазнала період економічного і культурного зростання в 18 столітті, була відновлена торгівля і обмін з внутрішніми районами.

#### Рагузтка республіка

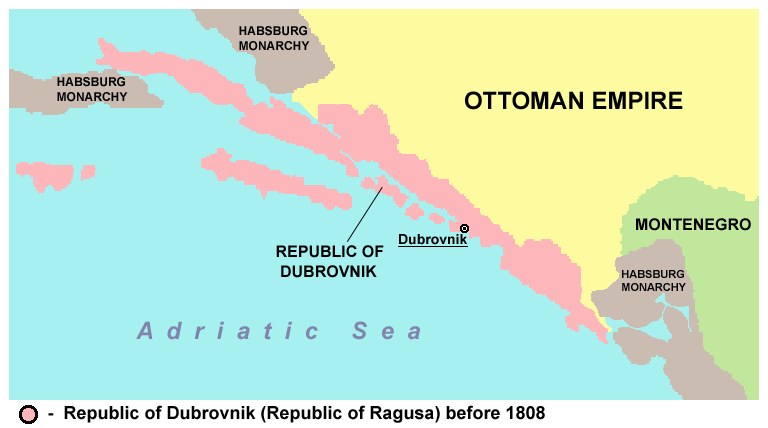
Рагузька республіка

Південне місто Рагуза (сучасний Дубровник) стало де-факто незалежним в 1358 відповідно до Задарського договору, коли Венеція відмовилась від свого сюзеренітету над ним на користь угорського короля Людовика І.

### Наполеонівські часи
Цей період був раптово перерваний падінням Венеційської республіки в 1797. Наполеонівські війська окупували край і припинили незалежність Дубровницької республіки, але врятували її від окупації Російською імперією і Чорногорією.
У 1805 році Наполеон створив своє Італійське королівство довкола Адріатичного моря, приєднав до нього колишню венеційську Далмацію від Істрії до Котору. У 1809 він відокремлює венеційську Далмацію від королівства Італія і засновує Іллірійські провінції, які були приєднані до Франції, і оголошує свого маршала Николу Жан де Дьо Сульта герцогом Далмації.

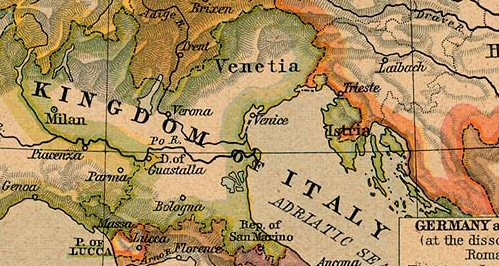
Колишня венеційська Далмація, у складі наполеонівського Королівства Італія в 1805 році.

Правління Наполеона позначилось в Далмації численними війнами, які викликали безліч повстань. З іншого боку, французьке правління сприяло італійському і хорватському національному відродженню, також в області інфраструктури було впроваджено безліч удосконалень, було побудовано або реконструйовано багато доріг. Наполеон звинуватив Мармона, губернатора Далмації, у тому, що на Далмацію було витрачено забагато коштів.

#### Під владою Відня

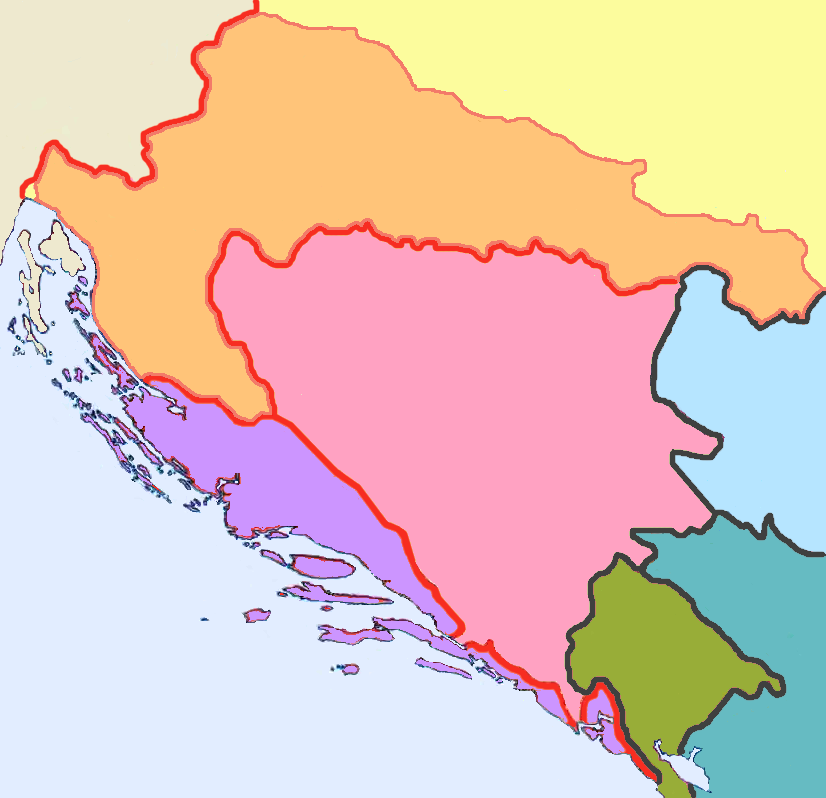
Далмація (фіолетова) і Хорватія-Славонія (оранжева) з 1868 до 1918

Згідно з рішеннями Віденського конгресу в 1815 році, Далмація була передана як провінція імператору Австрії. Вона була офіційно відома як Далмацьке королівство.
У 1848 роки хорватські національні збори оголосили Народне прохання про скасування кріпацтва і об'єднання Далмації і Хорватії.
В той же час частина населення прибережних міст назвала себе італійським етносом, що породило рух іредентизму, особливо у Задарі (Zara італійською).
Після Першої Світової війни, Австро-Угорщина розпалась, і Далмація знов була поділена між Королівством сербів, хорватів і словенців (згодом Королівство Югославія), яка контролювала більшість території, і Італією, яка окупувала невелику частину північної Далмації біля Задара і острови Црес, Лошинь і Ластово.

### Після Першої Світової війни
Після 1918 року майже все італійське населення Далмації, яка увійшла до Югославії, емігрувало до Задару. В 1922 році Далматинський регіон Югославії був розділений на дві провінції, округ Спліт (Сплітська область), зі столицею в Спліті, і район міста Дубровник (Дубровницька область), зі столицею в Дубровнику.
В 1929 році була заснована Приморська бановина — провінція Королівства Югославія. Її столицею був Спліт, і вона включала велику частину Далмації і частину сучасної Боснії і Герцеговини. Південна частина Далмації належала Зетській бановині, від затоки Котор до півострова Пелєшаць, у тому числі Дубровник.
У 1939 році Приморська Бановина була об'єднана з Савською бановиною (і з дрібними частинами інших бановин), у результаті з'явилась нова провінція — Бановина Хорватія. У 1939 році етнічні хорватські райони Зетської бановини від затоки Котор, у тому числі Пельєшаць і Дубровник, були приєднані до Хорватської бановини.
Під час Другої Світової війни в 1941 році, нацистська Німеччина, Італія, Угорщина і Болгарія окупували Югославію і перекраяли кордони. Королівство Італія зайняла частину Далматинського узбережжя, навколо Задару и Спліту, а також багато островів. Багато хорватських земель відійшли до італійського Губернаторства Далмація (назва італійської Далмації). Була утворена нацистська маріонеткова Незалежна Держава Хорватія. Частина Далмації, що залишилась, стала частиною Хорватії.

## Далмація в Югославії
Після поразки Італії і Незалежної Держави Хорватії, Далмація була відновлена за Хорватією, точніше, за Народною Республікою Хорватією, частиною Соціалістичної Федеративної Народної Республіки Югославії.
Далмація була поділена між трьома федеральними республіками Югославії — більша частина відійшла до Хорватії, Которська затока і узбережжя від Херцег-Новий до Будви до Чорногорії й невелика частка узбережжя в Неумі до Боснії і Герцеговини.
Коли в 1991 році Югославія розпалася, республіканські кордони стали кордонами міжнародними.

## Галерея

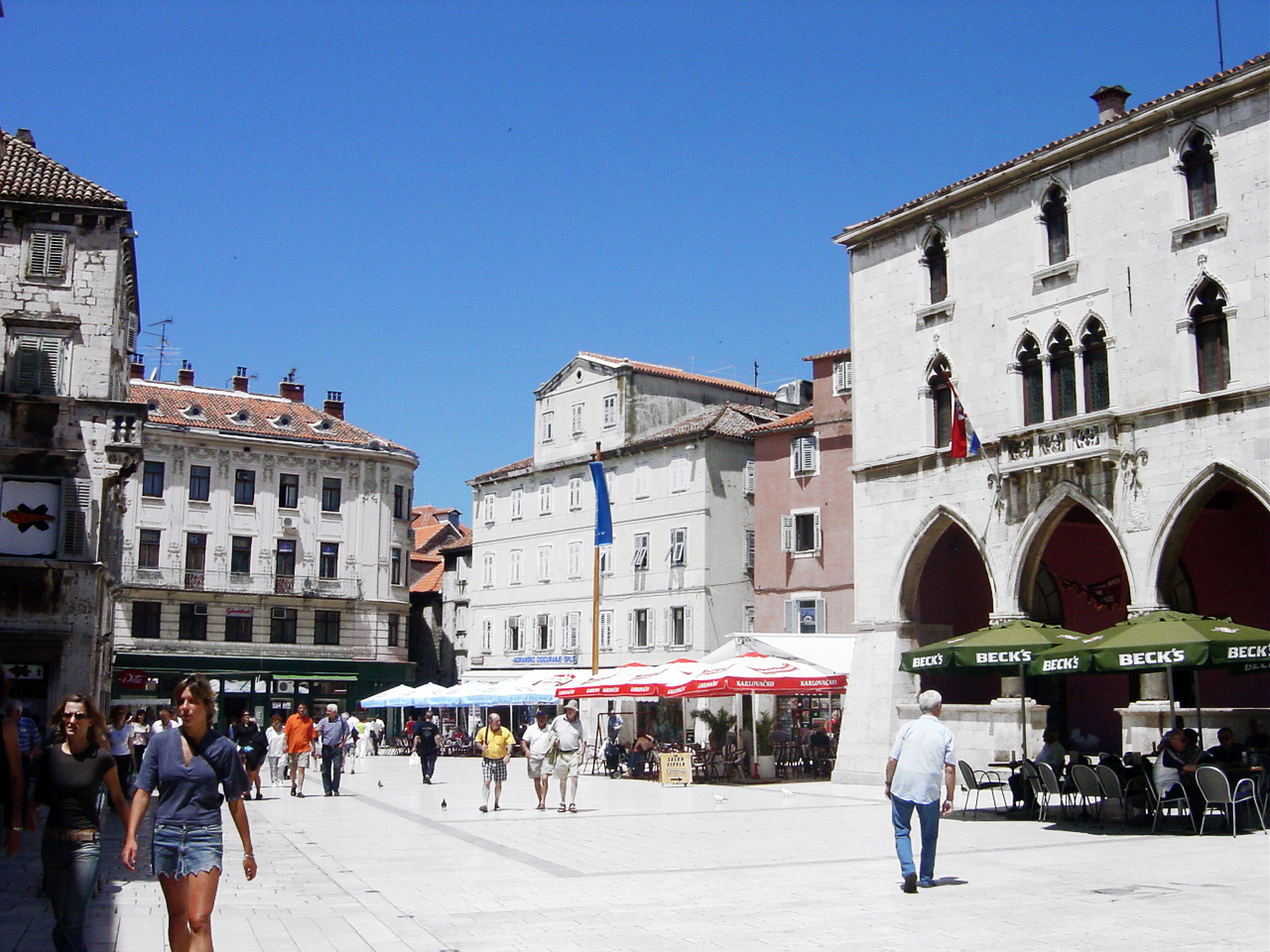
Площа Pjaca у Спліті
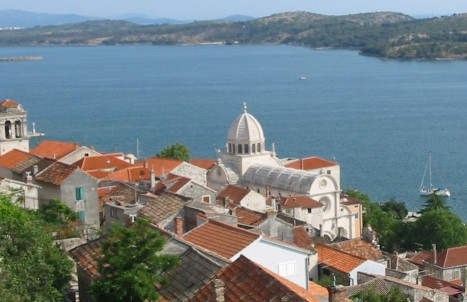
Шибеник
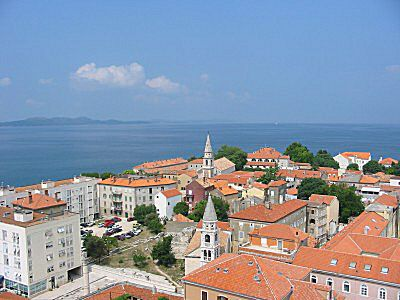
Панорама Задара
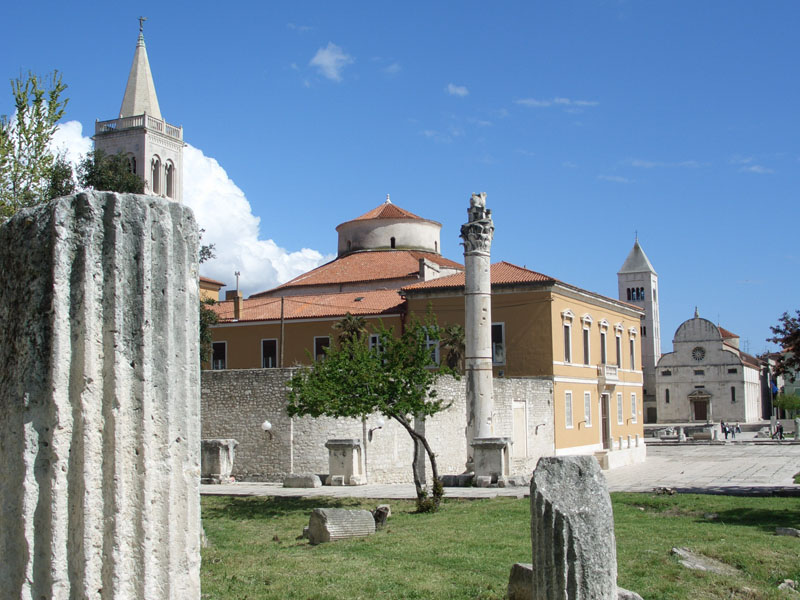
Римський форум у Задарі
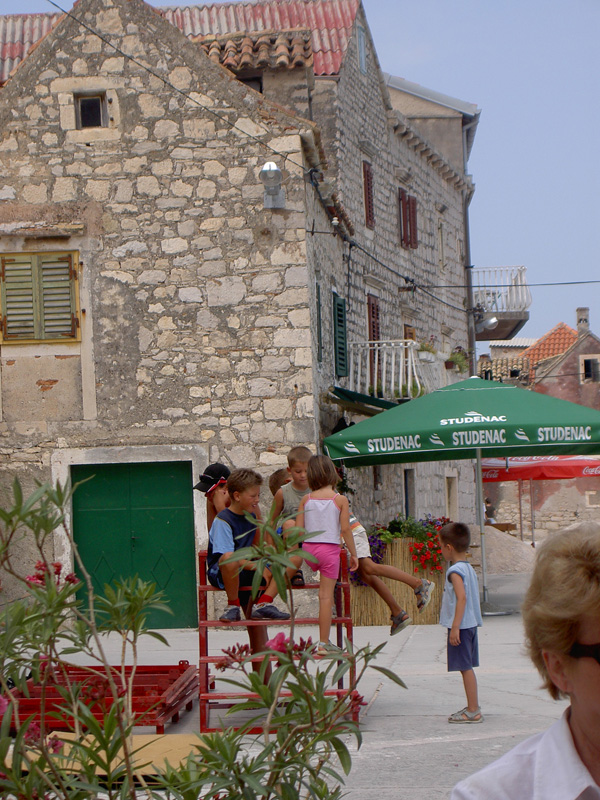
Влітку на вулиці на о. Крапань
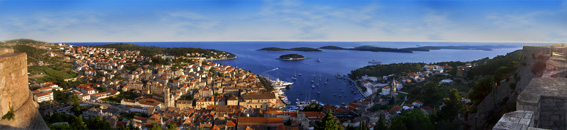
Панорама Хвара
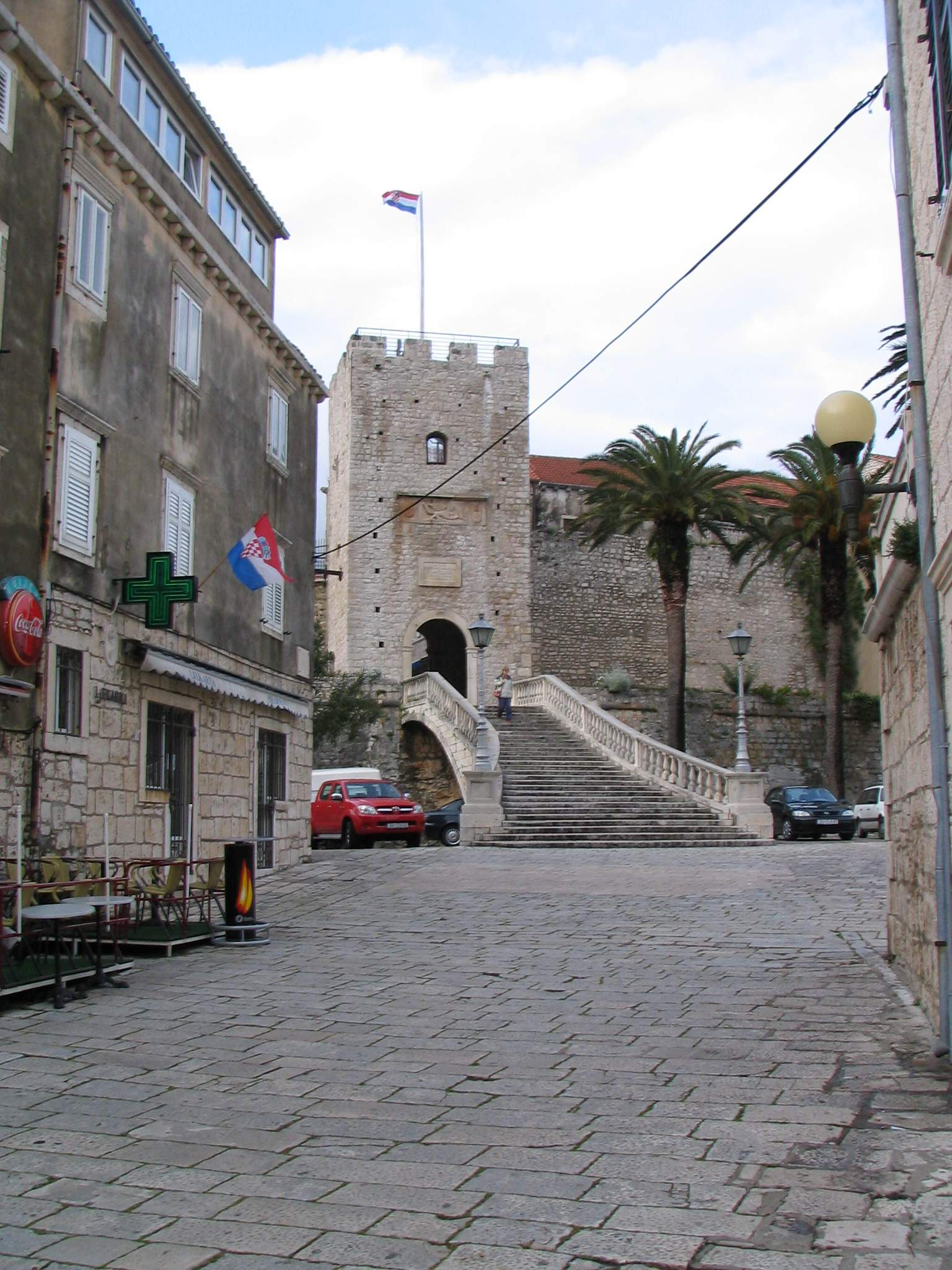
У місті Корчула